# Lionel Smith Beale

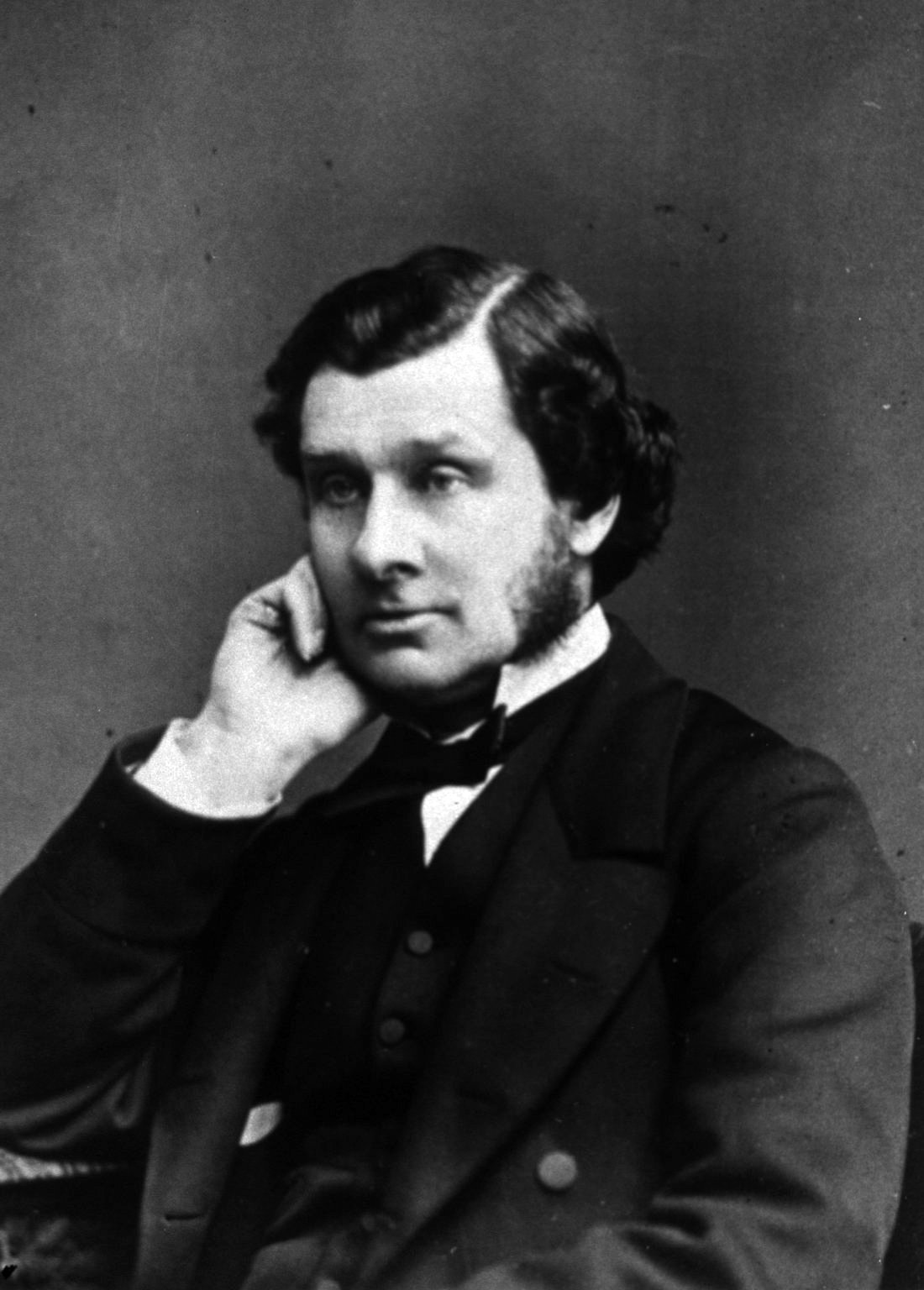
Lionel Smith Beale

Lionel Smith Beale (* 5. Februar 1828 in London; † 28. März 1906 ebenda) war ein britischer Arzt und Mikroskopist. Er gilt als Wegbereiter der klinischen Pathologie.

## Leben und Wirken
Lionel Smith Beale war der einzige Sohn von Lionel John Beale (1796–1871) und dessen Frances Smith, geborene Sheppard (1800–1849). Er hatte drei Schwestern, darunter die Künstlerin Sarah Sophia Beale (1837–1920) und die Landschaftsmalerin Ellen Brooker Beale (verheiratete Lloyd, 1831–1900). Nach dem Besuch der Highgate School wurde Beale vom neunten Lebensjahr an bis 1844 an der King's College School unterrichtet. Ab dem 13. Lebensjahr ging er außerdem beim Apotheker Joseph Ross aus Islington in die Lehre. 1845 begann Beale an der medizinischen Fakultät des King’s College London zu studieren und wurde zwei Jahre später an der University of London immatrikuliert. Zwei Jahre lang arbeitete er als Assistent von Henry Wentworth Acland (1815–1900) am Anatomischen Museum von Christ Church. 1849 erhielt Beale seine Lizenz der Worshipful Society of Apothecaries. Für das Board of Health überwachte er im gleichen Jahr die Cholera-Epidemie in Windsor. Von 1850 bis 1851 arbeitete Beale als Assistenzarzt am King’s College Hospital und graduierte schließlich 1851 als Medicinae Baccalaureus.
1852 errichtete Beale nahe dem Krankenhaus in der Carey Street ein privates Labor, in dem er neuartige Methoden des Einsatzes der Mikroskopie in der Pathologie lehrte. Im darauffolgenden Jahr wurde er Nachfolger von Robert Bentley Todd auf dem Lehrstuhl für Physiologie am King’s College, wo er sich in den ersten beiden Jahren die Pflichten mit Todds ehemaligen Assistenten William Bowman teilte. Diese Position hatte er bis 1869 inne. 1859 heiratete er Frances Blakiston († 1892), die einzige Tochter von Reverend Peyton Blakiston (1801–1878). Von 1857 bis 1870 gab Beale die Zeitschrift Archives of Medicine heraus. Später wurde er Arzt am King’s College Hospital und 1876 dort zum Professor für Medizin ernannt. Beide Stellungen hatte Beale bis zu seinem krankheitsbedingten Ruhestand im Jahr 1896 inne. Von 1891 bis 1904 wirkte er als Arzt für das Pensions Commutation Board sowie als medizinischer Gutachter für die Regierung. Außerdem erstellte Beale zahlreiche Gutachten für die Clerical and Medical Assurance Company.

## Ehrungen und Mitgliedschaften
Beale wurde 1856 zum Mitglied des Royal College of Physicians gewählt und wurde 1859 Fellow. 1877 und 1878 war er Mitglied des Councils, sowie 1881 und 1882 Zensor. Von 1876 bis 1888 war Beale Kurator des Museums. 1871 wurde ihm für sein physiologisches Werk die Baly-Medaille verliehen. 1875 hielt Beale die Lumleian Lecture.
Am 11. Juni 1857 wurde Beale als Mitglied in die Royal Society aufgenommen und hielt 1865 deren Croonian Lecture. 1852 trat Beale der Royal Microscopical Society bei. 1879 und 1880 war er deren Präsident, sowie von 1881 bis 1890 Schatzmeister.
Die Beale-Lösung sowie die Beale-Zellen sind nach ihm benannt.

## Schriften (Auswahl)

### Bücher
- The Microscope and its Application to Clinical Medicine. 1. Auflage, Samuel Highley, London 1854 (online). - 4 Auflagen, letzte von 1878
  - 2. Auflage: The Microscope in its Application to Practical Medicine. John Churchill, London 1858 (online).
  - 4. Auflage: The Microscope in Medicine. J. & A. Churchill,  1878 (online).
- On some Points of the Anatomy of the Liver of Man and Vertebrate Animals. John Churchill, London 1856 (online).
- How to Work with the Microscope. 1. Auflage, John Churchill, London 1857 (online). - 5 Auflagen, letzte 1880
  - 2. Auflage, John Churchill, London 1861 (online).
  - 4. Auflage, J. & A. Churchill, London 1868 (online).
  - 5. Auflage, Harrison, London 1880 (online).
- On Urine, Urinary Deposits and Calculi, their Microscopical and Chemical Examination. 1. Auflage, John Churchill, London 1861 (online).
- On the Structure of the Simple Tissues of the Human Body. 1861
  - Die Structur der einfachen Gewebe des menschlichen Körpers. Wilhelm Engelmann, Leipzig 1862 (online).
- On the Structure and Growth of the Tissues, and on Life. 1865.
- Disease Germs, their Supposed Nature and Disease Germs, their Real Nature, an Original Investigation. 2 Bände, John Churchill & Sons, London 1870 (Band 1, Band 2).
  - 2. Auflage: Disease Germs, their Nature and Origin. J. & A. Churchill, London 1872 (online).
- Protoplasm, or, Life Force and Matter. John Churchill & Sons, London 1870 (online).
- The Mystery of Life. J. & A. Churchill, London 1871 (online).
- Life Theories: Their Influence on Religious Thought. J. & A. Churchill, London 1871 (online).
- On Slight Ailments, their Nature and Treatment. J. & A. Churchill, London 1880 (online).
- The New Materialism: Dictatorial Scientific Utterances and the Decline of Thought. E. Stanford, London 1885 (online).
- Our Morality, and the Moral Question, Chiefly from the Medical Aspect. J. & A. Churchill, London 1885.

### Zeitschriftenbeiträge
- Vitality. In: The Lancet. Band 147–151, 1896–1898.
  - Vitality. In: The Lancet. Band 147, Nummer 3782, 22. Februar 1896, S. 474–475 (doi:10.1016/S0140-6736(01)93201-5).
  - Vitality. II. Evidences of Vitality. In: The Lancet. Band 147, Nummer 3789, 11. April 1896, S. 985–987 (doi:10.1016/S0140-6736(01)39474-6).
  - Vitality. III. Vital Changes in Nerve Textures. In: The Lancet. Band 147, Nummer 3798, 13. Juni 1896, S. 1634–1635 (doi:10.1016/S0140-6736(01)64036-4).
  - Vitality. IV. Vital Changes in Nerve Textures. In: The Lancet. Band 148, Nummer 3809, 29. August 1896, S. 598–599 (doi:10.1016/S0140-6736(01)75054-4).
  - Vitality. V. Vital Changes in Nerve Textures. In: The Lancet. Band 148, Nummer 3816, 17. Oktober 1896, S. 1068 (doi:10.1016/S0140-6736(01)42968-0).
  - Vitality. VI. Vital Changes in Nerve Textures (continued). In: The Lancet. Band 149, Nummer 3830, 23. Januar 1897, S. 233–235 (doi:10.1016/S0140-6736(01)95657-0).
  - Vitality. VII. The Interstitial Circulation in all Living Things. — Its Dependence on Vitality. In: The Lancet. Band 150, Nummer 3857, 31. Juli 1897, S. 250–251 (doi:10.1016/S0140-6736(00)31409-X).
  - Vitality. VIII. The Interstitial Circulation in all Living Things (continued). In: The Lancet. Band 150, Nummer 3862, 4. September 1897, S. 596–598 (doi:10.1016/S0140-6736(00)31117-5).
  - Vitality. IX. The Interstitial Circulation in all Living Things (continued). In: The Lancet. Band 150, Nummer 3872, 13. November 1897, S. 1238–1240 (doi:10.1016/S0140-6736(00)46554-2).
  - Vitality. X. The Interstitial Circulation in all Living Things (continued). In: The Lancet. Band 151, Nummer 3881, 15. Januar 1898, S. 150–152 (doi:10.1016/S0140-6736(01)94656-2).

- Vitality. An Appeal, an Apology, and a Challenge addressed to Brother Practitioners. In: The Lancet. Band 151–152, 1898.
  - Vitality. An Appeal, an Apology, and a Challenge addressed to Brother Practitioners. In: The Lancet. Band 151, Nummer 3894, 16. April 1898, S. 1048–1050 (doi:10.1016/S0140-6736(01)76727-X).
  - Vitality. An Appeal, an Apology, and a Challenge addressed to Brother Practitioners (Continued from page 1050). In: The Lancet. Band 151, Nummer 3902, 11. Juni 1898, S. 1613–1615 (doi:10.1016/S0140-6736(01)78251-7).
  - Vitality. An Appeal, an Apology, and a Challenge addressed to Brother Practitioners (Continued from page 1613, June 11th). In: The Lancet. Band 152, Nummer 3907, 16. Juli 1898, S. 140–144 (doi:10.1016/S0140-6736(01)98025-0).
  - Vitality. An Appeal, an Apology, and a Challenge addressed to Brother Practitioners. Bioplasm. (Continued from page 144, July 16th). In: The Lancet. Band 152, Nummer 3911, 13. August 1898, S. 405–407 (doi:10.1016/S0140-6736(01)99581-9).
  - Vitality. An Appeal, an Apology, and a Challenge addressed to Brother Practitioners. (Concluded from page 407. August 13th) The inner life of the bioplasm.  In: The Lancet. Band 152, Nummer 3913, 27. August 1898, S. 539–545 (doi:10.1016/S0140-6736(01)81863-8).

- Antworten auf Leserbriefe als Reaktion auf die Vitality-Artikel
  - Vitality. [In reply to Dr. Harry Campbell's letter to THE Lancet of July 16th.] In: The Lancet. Band 152, Nummer 3915, 10. September 1898, S. 714–715 (doi:10.1016/S0140-6736(01)81620-2).
  - “Vitality”. In: The Lancet. Band 152, Nummer 3920, 15. Oktober 1898, S. 1020–1021 (doi:10.1016/S0140-6736(01)82332-1).
  - “Vitality”. In: The Lancet. Band 152, Nummer 3921, 22. Oktober 1898, S. 1086–1087 (doi:10.1016/S0140-6736(01)82948-2).
  - “Vitality”. In: The Lancet. Band 152, Nummer 3922, 29. Oktober 1898, S. 1158–1159 (doi:10.1016/S0140-6736(01)82810-5).
  - “Vitality”. In: The Lancet. Band 152, Nummer 3925, 19. November 1898, S. 1364 (doi:10.1016/S0140-6736(01)84487-1).
  - “Vitality”. In: The Lancet. Band 152, Nummer 3930, 24. Dezember 1898, S. 1733–1734 (doi:10.1016/S0140-6736(01)85766-4).

## Nachweise